# Хевеш (город)

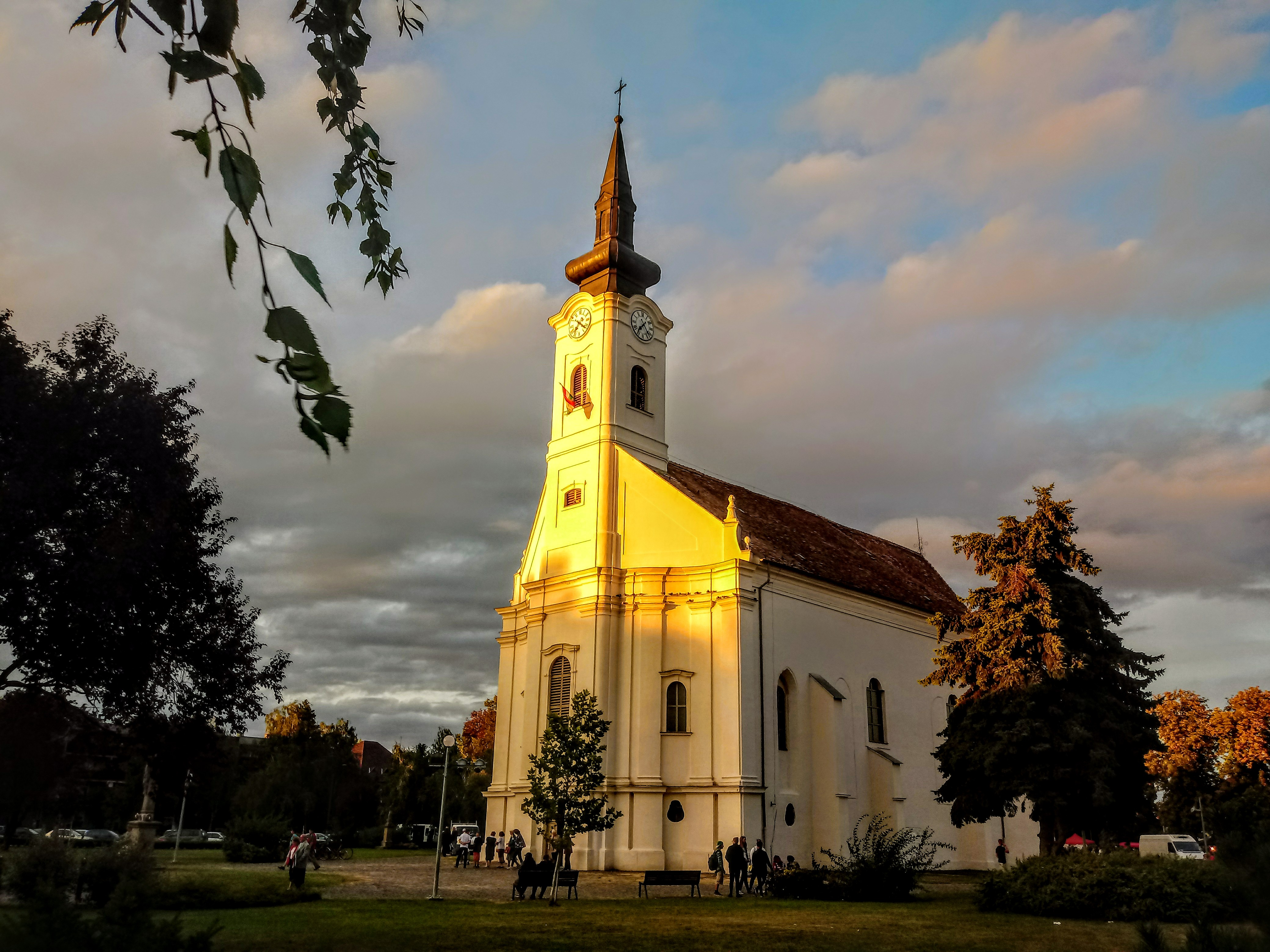
Католический костёл

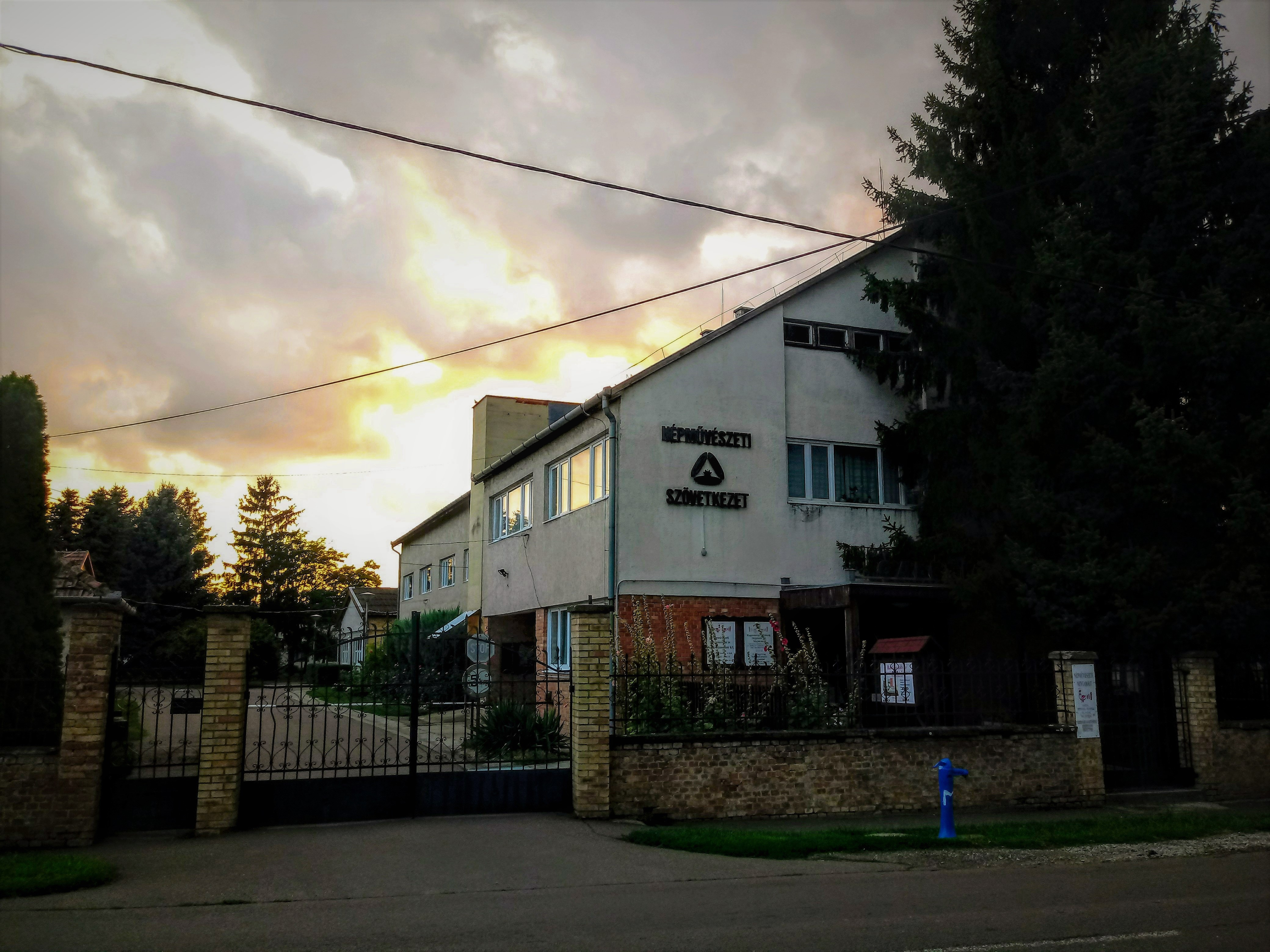
Здание кооперативного творчества

Хевеш (венг. Heves; нем. Hewesch) — город в Северной Венгрии, административный центр Хевешского яраша.
Расположен на юго — востоке медье Хевеш.
На 1 января 2018 года численность населения составляла 10 275 человек. Во время переписи 2011 года 91,4 % жителей назвали себя венграми, 8,8 % — цыганами и 0,2 % — немцами (8,5 % умолчали).
Площадь — 99,31 км ². Плотность — 105,48 чел / км².
Город впервые упоминается в 1203 году. Во время Второй мировой войны в Хевеше находился штаб советских воинских подразделений осаждавших Будапешт и Вену.
Находится в экономически слаборазвитом регионе Венгрии с высокой безработицей. Значительная часть местных жителей вынуждена доезжать на работу. Основным источником существования города остается сельское хозяйство.

## Достопримечательности
- Римско-католический костёл XIII века
- Замок Ременик около 1840 года с парком
- Музей шахмат
- Выставочный зал
- Ландшафтный заповедник Hevesi Füves Puszták

## Известные уроженцы
- Цейзлер, Лайош (1893—1969) — венгерский футбольный тренер.

## Города-побратимы
- Бреганце, Италия
- Меркуря-Чук, Румыния